# Тарсалак
Тарсалак (до 2016 — Жовтневе) — село в Україні, у Михайлівській селищній громаді Василівського району Запорізької області. Населення становить 86 осіб. До 2017 орган місцевого самоврядування — Михайлівська селищна рада.

## Географія
Село Тарсалак знаходиться на відстані 3 км від села Першотравневе та за 4 км від села Плодородне.

## Історія
1883 — дата заснування.
12 червня 2020 року, відповідно до розпорядження Кабінету Міністрів України № 713-р «Про визначення адміністративних центрів та затвердження територій територіальних громад Запорізької області», село увійшло до складу Михайлівської селищної громади.
19 липня 2020 року, в результаті адміністративно-територіальної реформи і ліквідації Михайлівського району, село увійшло до складу Василівського району.
Село внесено до переліку населених пунктів, які потрібно перейменувати згідно із законом «Про засудження комуністичного та націонал-соціалістичного (нацистського) тоталітарних режимів в Україні та заборону пропаганди їхньої символіки».